# スターレイプロダクション
株式会社スターレイプロダクション（STARRAY PRODUCTION） は、東京都港区に本社を置く日本の芸能事務所である。

## 概要
タレントの宮城舞、水沢アリーなどが所属する芸能プロダクションである。

## 現在の所属タレント・モデル
（五十音順）
- 新井谷悠（Popteenメンズモデル）
- Unlink Cherry（ジェンダーレスアイドルユニット、旧：MM (メイメイ) ）
  - ぎんしゃむ
  - ぷうたん
- 井咲奈々
- 石川悠人
- 泉りあん
- 井上ヤマト
- 伊波大道
- 衛星とカラテア（アイドルグループ）
  - 久木田菜々夏
  - 白咲くるみ
  - 波澄しずく
  - 春瀬もも
  - 日南ことり
- 大木遥翔
- 大平修蔵（MEN'S NON-NO専属モデル）
- Kasumi
- 奏
- 川口飛雄我
- 北村かこ
- QUEENS（アイドルグループ）
  - AYA
  - URUMU
  - EMIRY（元PiiiiiiiN (「菅えみり」名義) ）
  - NANAMI
  - HIKARU
  - MAHO
  - RINA
- くれいじーまぐねっと（クリエイターユニット）
  - 浅見めい
  - UraN
  - エア
- 黒川健
- 元之介
- 笹々倉もも
- 鈴々木響（MEN'S NON-NO専属モデル）
- 染矢彪我
- 瀧澤颯駿
- 髙橋麗翔
- 月岡こころ
- 土屋ユリア
- ティファニー絵里菜
- 中澤奏音
- 永谷みな
- 夏目アミリア
- 西村歩乃果（元ラストアイドル・Love Cocchiのリーダー）
- buGG（アイドルグループ、旧：TOKYO PiXiON）
  - 青木あかね
  - 池田あおい
  - 神崎めい
  - 清水凜
  - 鈴木媛子（PPP! PiXiON出身）
  - 早見玲花（PPP! PiXiON出身）
  - 町田つむぎ
- まえだまはる
- 水沢アリー
- みちゅん（杉村美海）（Ranzuki専属モデル）
- みとゆな
- 宮城舞（ViVi専属モデル）
- もろけい
- 八瀬尾蘭
- 八幡晴人
- UNI boys（ELLEgirl発メンズファッションユニット）
  - いけだりくと
  - 岡田蓮
  - 島村雄大
  - 南雲奨馬
- りんか
- わたげ（元chuLa）

### 業務提携
- Unknownknows

## 過去に所属していたタレント・モデル
- あびる李帆（元SKE48）
- 安倍ニコル
- 荒牧理沙
- 石綿日向子
- 上田眞央
- 大濠ハンナ
- 大嶺陽
- 岡田佑里乃
- 尾崎紗代子
- 柏麗奈
- 和希詩織
- 金子栞（元SKE48）
- 上福ゆき（プロレスラー）
- 基村樹利
- 工藤樹菜（元衛星とカラテア）
- 工藤のか（Appare!）
- 黒野慎
- 熊切あさ美（アーティストハウス・ピラミッドに移籍）
- ケイト
- けーしゃん
- ケルク ハナ ジーン
- 小池唯（元Tomato n' Pine、現所属：ウィーズカンパニー）
- 小泉梓
- 小間千代
- 小山ティナ
- 菜香（S Cawaii!専属モデル）
- 斉藤梨鈴
- 白井ありさ
- 末田結愛
- 末吉美海
- 孫きょう（元I LOVE mama専属モデル）
- 高木栞
- 高橋菜生（ティースタイルマネージメントを経て芸能界引退）
- 竹内アクサ
- 武田あやな（JELLY専属モデル）
- 武本悠佑
- 立石ニーナ
- 谷まりあ（当社との業務提携を経てプラチナムプロダクションに移籍）[1]
- 谷口紗耶香
- 茶谷伊織
- 塚本凪沙（元ふわふわ、元ニコラ専属モデル）
- TOKYO5（アイドルグループ） ※活動休止
- どらみ
- 中西渚
- 成田愛純（元Seventeen専属モデル）
- 西田藍
- 農海姫夏
- 長谷川怜華（元さんみゅ〜）
- パトリシア希美
- 浜辺さや（元衛星とカラテア）
- はらあやの
- PiiiiiiiN（アイドルグループ） ※解散
  - 岩渕ひな
  - 上野りみ
  - 大槻りこ（後の「衛星とカラテア」元メンバー、ミスマガジン2020審査員特別賞）
  - 久保村りず
  - 斎藤るな
  - 下光りこ（現芸名：下光リコ、現所属：ティースタイルマネージメント、2020年ミス・ジャパン東京都代表 (日本大会5位) ）
  - 神能あみ
  - 田中みう
  - 坪根ありさ
  - 中尾みき（現芸名：黒田かれん、現所属：サンクレイド、2022年より2o Love to Sweet Bulletのメンバー）
  - 那須笑美（現芸名：那須ほほみ、現所属：スターダストプロモーション）
  - 原あやの
  - 原口みなみ
  - 星野にな
  - 堀内あいか
  - 前田イブ
  - 美希あすか
  - 若生りおん
- 日菜あこ（元I LOVE  mama専属モデル）
- PPP! PiXiON（アイドルグループ） ※活動休止
  - 池田愛（現所属：T-PROJECT）
  - 伊東りさ
  - 小田原しほ
  - 亀田理沙
  - 北上あいか
  - 鈴木えりか
  - 千寿うらら
  - 玉田あかり
  - 三上すみれ
  - 南千鶴
  - 横山あみ
- peco（比嘉企画に移籍）
- honoka（元SKE48、旧芸名・本名：水埜帆乃香）
- 三浦あくり
- 峯村優衣（元Happie Nuts専属モデル）
- みみりん（黒沢実未）
- 宮城大樹（TRUSTARに移籍）
- 森川彩香（元AKB48、現所属：バリーHeaRTSエンターテイメント）
- 山本彩夏
- 山本優希（元JELLY専属モデル）
- ゆかりの小雪（元宝塚歌劇団月組娘役）
- 吉田あかり（Viivoに移籍、現：JELLY専属モデル）
- 吉野七宝実
- ryuchell（退所後は比嘉企画代表取締役兼タレント、2023年7月12日死去）
- RONA
- 若葉のの（元衛星とカラテア）